# Arthur Knautz
Arthur Knautz   (Daaden, 20 de març de 1911 - Bélgorod, 6 d'agost de 1943) fou un jugador d'handbol alemany que va competir durant la dècada de 1930.
El 1936 va prendre part en els Jocs Olímpics de Berlín, on guanyà la medalla d'or en la competició d'handbol. En el seu palmarès també destaquen la Lliga alemanya de 1936 i el Campionat de Westfàlia de 1933 a 1935.
Soldat professional, morí en acció durant la Segona Guerra Mundial.